# Pfingstochse
Der Pfingstochse ist Bestandteil eines heute nur noch vereinzelt gepflegten Brauchtums zum Pfingstsonntag. Das Vieh wird an diesem Tag das erste Mal auf die Weide getrieben und dabei in einer Prozession durch den Ort geführt. Das kräftigste Tier wird mit Blumen, Stroh und Bändern geschmückt und führt als Pfingstochse die Herde an (daher auch die Redensart „geschmückt wie ein Pfingstochse“). Bis ins 19. Jahrhundert gab es auch den Brauch, den Pfingstochsen für das anschließende Pfingstessen zu schlachten, möglicherweise geht dieser Brauch noch auf die Darbringung von Tieropfern zurück.
Im scherzhaften Sinn bezeichnet der Pfingstochse im altbayerischen und österreichischen Raum auch denjenigen, welcher am Pfingstsonntag am längsten schläft. In manchen Orten wird der „Pfingstochse“ auch auf einer Schubkarre durch den Ort gefahren, um allen zu zeigen, wer der Langschläfer ist.